# Saint-Marc-du-Cor
Saint-Marc-du-Cor é uma comuna francesa na região administrativa do Centro, no departamento Loir-et-Cher. Estende-se por uma área de 13 km². Em 2010 a comuna tinha 183 habitantes (densidade: 14,1 hab./km²).